# Oktjabr'skij rajon (Oblast' di Orenburg)
L'Oktjabr'skij rajon (in russo Октябрьский район?) è un rajon dell'Oblast' di Orenburg, nella Russia europea; il capoluogo è Oktjabr'skoe. Istituito nel 1965, ricopre una superficie di 2.700 chilometri quadrati e nel 2010 ospitava una popolazione di circa 22.500 abitanti.